# Sheffield Shield 2005/06
Der Sheffield Shield 2005/06, aus Gründen des Sponsorings auch Pura Cup 2005/2006, war die 113. Saison des nationalen First-Class-Cricket-Wettbewerbes in Australien. Gewinner war Queensland, die somit ihren sechsten Sheffield Shield gewannen.

## Format
Die Mannschaften spielten in einer Division gegen jede andere jeweils zwei Spiele. Für einen Sieg erhielt ein Team zunächst 6 Punkte, für ein Unentschieden (beide Mannschaften erzielen die gleiche Anzahl an Runs) 3 Punkte. Sollte kein Ergebnis erreicht werden und das Spiel in einem Remis enden zählen die Resultate nach dem ersten Innings. Dabei gibt es zwei Punkte für einen Sieg, und einen Punkt im Falle eines Unentschiedens und keinen im Falle einer Niederlage. Sollte das Spiel nach dem zweiten Innings verloren werden, obwohl das erste Innings gewonnen wurde gibt es zwei Punkte. Des Weiteren ist es möglich das Mannschaften Punkte abgezogen bekommen, wenn sie beispielsweise zu langsam spielen oder der Platz nicht ordnungsgemäß hergerichtet ist. Bei Punktgleichheit wird die Platzierung zuerst nach der Anzahl der Siege und anschließend nach dem Quotient der Runs die Pro Wickets benötigt werden und die man selbst pro Wicket erzielt. Am Ende der Saison spielen die beiden Gruppenersten im Finale den Gewinner des Sheffield Shields aus.

## Resultate
Tabelle
Die Tabelle der Saison nahm Ende die nachfolgende Gestalt an.
| Teams             | Sp. | S | N | U | R | LWF | DWF | DTF | DLF | Ded | Punkte | Q     |
| ----------------- | --- | - | - | - | - | --- | --- | --- | --- | --- | ------ | ----- |
| Queensland        | 10  | 5 | 2 | 0 | 0 | 0   | 2   | 0   | 1   | 0   | 34     | 1.195 |
| Victoria          | 10  | 4 | 3 | 0 | 0 | 1   | 2   | 0   | 0   | 0   | 30     | 1.047 |
| South Australia   | 10  | 4 | 3 | 0 | 0 | 0   | 1   | 0   | 2   | 0   | 26     | 1.022 |
| Tasmanien         | 10  | 4 | 3 | 0 | 0 | 1   | 0   | 0   | 2   | 0   | 26     | 0.924 |
| Western Australia | 10  | 3 | 4 | 0 | 0 | 2   | 1   | 0   | 0   | 0   | 24     | 0.868 |
| New South Wales   | 10  | 3 | 4 | 0 | 0 | 0   | 1   | 0   | 2   | 0   | 20     | 0.990 |

### Spiele
| 17. – 20. Oktober Scorecard | Brisbane | Tasmanien 268 (108.3) & 208-7 (74) | – | Queensland 459 (126.3) |
|                             |          | Remis                              |   |                        |

| 18. – 21. Oktober Scorecard | Perth | Western Australia 142 (54.4) & 312 (106.3) | – | Victoria 271 (87.2) & 184-6 (56.4) |
|                             |       | Victoria gewinnt mit 4 Wickets             |   |                                    |

| 25. – 28. Oktober Scorecard | Sydney | New South Wales 515-9d (137.5) & 187-2d (47) | – | South Australia 343 (88.1) & 172 (50.2) |
|                             |        | New South Wales gewinnt mit 187 Runs         |   |                                         |

| 4. – 7. November Scorecard | Hobart | Tasmanien 347 (116.5) & 105 (48.2) | – | Victoria 167 (62.5) & 394 (127.4) (f/o) |
|                            |        | Victoria gewinnt mit 109 Runs      |   |                                         |

| 6. – 9. November Scorecard | Adelaide | Queensland 342 (93.5) & 99-5d (19) | – | South Australia 89-3d (30) & 309-9 (91) |
|                            |          | Remis                              |   |                                         |

| 6. – 9. November Scorecard | Perth | New South Wales 475-7d (139) & 91-2 (24.4) | – | Western Australia 176 (48.4) & 386 (103.2) (f/o) |
|                            |       | New South Wales gewinnt mit 8 Wickets      |   |                                                  |

| 14. – 17. November Scorecard | Adelaide | South Australia 552-7d (144.2) & 129-2d (28) | – | Western Australia 281 (91.5) & 271 (89.3) |
|                              |          | South Australia gewinnt mit 129 Runs         |   |                                           |

| 18. – 20. November Scorecard | Sydney | New South Wales 522-9d (134)                          | – | Tasmanien 294 (91.1) & 138 (47.4) (f/o) |
|                              |        | New South Wales gewinnt mit einem Innings und 90 Runs |   |                                         |

| 18. – 21. November Scorecard | Brisbane | Queensland 169 (52.1) & 405 (111.5) | – | Victoria 194 (62) & 155 (57.5) |
|                              |          | Queensland gewinnt mit 225 Runs     |   |                                |

| 26. – 29. November Scorecard | Sydney | Queensland 266 (86.4) & 162-4 (72) | – | New South Wales 488-7d (129) |
|                              |        | Remis                              |   |                              |

| 26. – 29. November Scorecard | Melbourne | Victoria 149 (57.3) & 402 (132.2)     | – | South Australia 389 (124) & 166-3 (44.4) |
|                              |           | South Australia gewinnt mit 7 Wickets |   |                                          |

| 27. – 30. November Scorecard | Perth | Western Australia 405 (130.2) & 176 (56.2) | – | Tasmanien 234 (70.1) & 348-8 (101.5) |
|                              |       | Tasmanien gewinnt mit 2 Wickets            |   |                                      |

| 6. – 9. Dezember Scorecard | Melbourne | New South Wales 314 (102.3) & 139-7 (66.4) | – | Victoria 462 (117.5) |
|                            |           | Remis                                      |   |                      |

| 12. – 15. Dezember Scorecard | Hobart | Tasmanien 421-8d (126) & 291-4 (102) | – | South Australia 638 (144.5) |
|                              |        | Remis                                |   |                             |

| 17. – 20. Dezember Scorecard | Brisbane | Queensland 308 (87.1) & 242 (74.1)      | – | Western Australia 331 (108.2) & 220-7 (69) |
|                              |          | Western Australia gewinnt mit 3 Wickets |   |                                            |

| 15. – 18. Januar Scorecard | Perth | Western Australia 190 (58.1) & 407 (130.3) | – | Queensland 470 (146.3) & 128-1 (31.3) |
|                            |       | Queensland gewinnt mit 9 Wickets           |   |                                       |

| 16. – 19. Januar Scorecard | Lismore | Victoria 519-5d (146) & 10-0 (3.3) | – | New South Wales 437 (115.5) |
|                            |         | Remis                              |   |                             |

| 16. – 19. Januar Scorecard | Adelaide | South Australia 581-9d (132.4) & 193-6d (32.3) | – | Tasmanien 212 (78) & 368 (108.5) |
|                            |          | South Australia gewinnt mit 194 Runs           |   |                                  |

| 1. – 3. Februar Scorecard | Hobart | Tasmanien 86 (47.1) & 276 (88.4)        | – | Western Australia 215 (62) & 148-3 (35) |
|                           |        | Western Australia gewinnt mit 7 Wickets |   |                                         |

| 2. – 4. Februar Scorecard | Brisbane | New South Wales 169 (39) & 378 (95) | – | Queensland 456 (120.4) & 95-2 (17) |
|                           |          | Queensland gewinnt mit 8 Wickets    |   |                                    |

| 2. – 4. Februar Scorecard | Adelaide | South Australia 134 (51.3) & 235 (64.3) | – | Victoria 249 (79) & 121-3 (32.4) |
|                           |          | Victoria gewinnt mit 7 Wickets          |   |                                  |

| 13. – 16. Februar Scorecard | Melbourne | Tasmanien 295 (95.4) & 258 (96.1) | – | Victoria 135 (44.4) & 298 (95) |
|                             |           | Tasmanien gewinnt mit 120 Runs    |   |                                |

| 14. – 17. Februar Scorecard | Sydney | Western Australia 508-9d (137.1) & 88-4 (17.5) | – | New South Wales 117 (39.5) & 478 (111.1) (f/o) |
|                             |        | Western Australia gewinnt mit 6 Wickets        |   |                                                |

| 19. – 21. Februar Scorecard | Brisbane | Queensland 252 (77.4) & 365-6d (82) | – | South Australia 114 (40.2) & 209 (48.1) |
|                             |          | Queensland gewinnt mit 294 Runs     |   |                                         |

| 2. – 4. März Scorecard | Hobart | New South Wales 141 (53.4) & 157 (57.5)         | – | Tasmanien 353 (99.5) |
|                        |        | Tasmanien gewinnt mit einem Innings und 55 Runs |   |                      |

| 2. – 5. März Scorecard | Melbourne | Queensland 408 (134.5) & 189-5d (47) | – | Victoria 212 (86.1) & 279 (89.5) |
|                        |           | Queensland gewinnt mit 106 Runs      |   |                                  |

| 3. – 6. März Scorecard | Perth | Western Australia 408-9d (137.1) & 364-6d (110) | – | South Australia 405 (120.5) |
|                        |       | Remis                                           |   |                             |

| 10. – 12. März Scorecard | Hobart | Queensland 176 (59.4) & 140 (47)                | – | Tasmanien 356 (114) |
|                          |        | Tasmanien gewinnt mit einem Innings und 40 Runs |   |                     |

| 10. – 13. März Scorecard | Melbourne | Western Australia 255 (80.4) & 341 (97.1) | – | Victoria 206 (82.2) & 361-5 (106) |
|                          |           | Victoria gewinnt mit 5 Wickets            |   |                                   |

| 10. – 13. März Scorecard | Adelaide | South Australia 541-7d (142.4) & 115-3d (27.5) | – | New South Wales 314-6d (109.3) & 297 (98.5) |
|                          |          | South Australia gewinnt mit 45 Runs            |   |                                             |

### Finale
| 24. – 28. März Scorecard | Brisbane | Victoria 344 (100) & 202 (60)                     | – | Queensland 900-6d (242) |
|                          |          | Queensland gewinnt mit einem Innings und 354 Runs |   |                         |